# نيكول هينسلي
نيكول هينسلي (بالإنجليزية: Nicole Hensley)‏ هي لاعبة هوكي الجليد أمريكية، ولدت في 23 يونيو 1994 في ليكوود في الولايات المتحدة.

## وصلات خارجية
- نيكول هينسلي على موقع EliteProspects.com (الإنجليزية)
- نيكول هينسلي على موقع أوليمبيديا (الإنجليزية)